# El Fondó de les Neus
El Fondó de les Neus (spanisch Hondón de las Nieves) ist eine spanische Gemeinde (municipio) in der Provinz Alicante mit einer Bevölkerung von 2.696 Einwohnern (Stand: 2024).

## Lage
El Fondó de les Neus liegt etwa 40 Kilometer westsüdwestlich von Alicante und etwa 45 Kilometer nordnordöstlich von Murcia in einer Höhe von ca. 380 m.

## Geschichte

### Bevölkerungsentwicklung
| Jahr      | 1970 | 1981 | 1991 | 2001 | 2011 | 2021 |
| Einwohner | 1653 | 1557 | 1426 | 1679 | 3010 | 2634 |

## Sehenswürdigkeiten
- Kirche Mariä Schnee (Iglesia de Nuestra Señora las Nieves) aus dem 18. Jahrhundert
- Isidorkapelle (Ermita de San Isidro)
- Rathaus

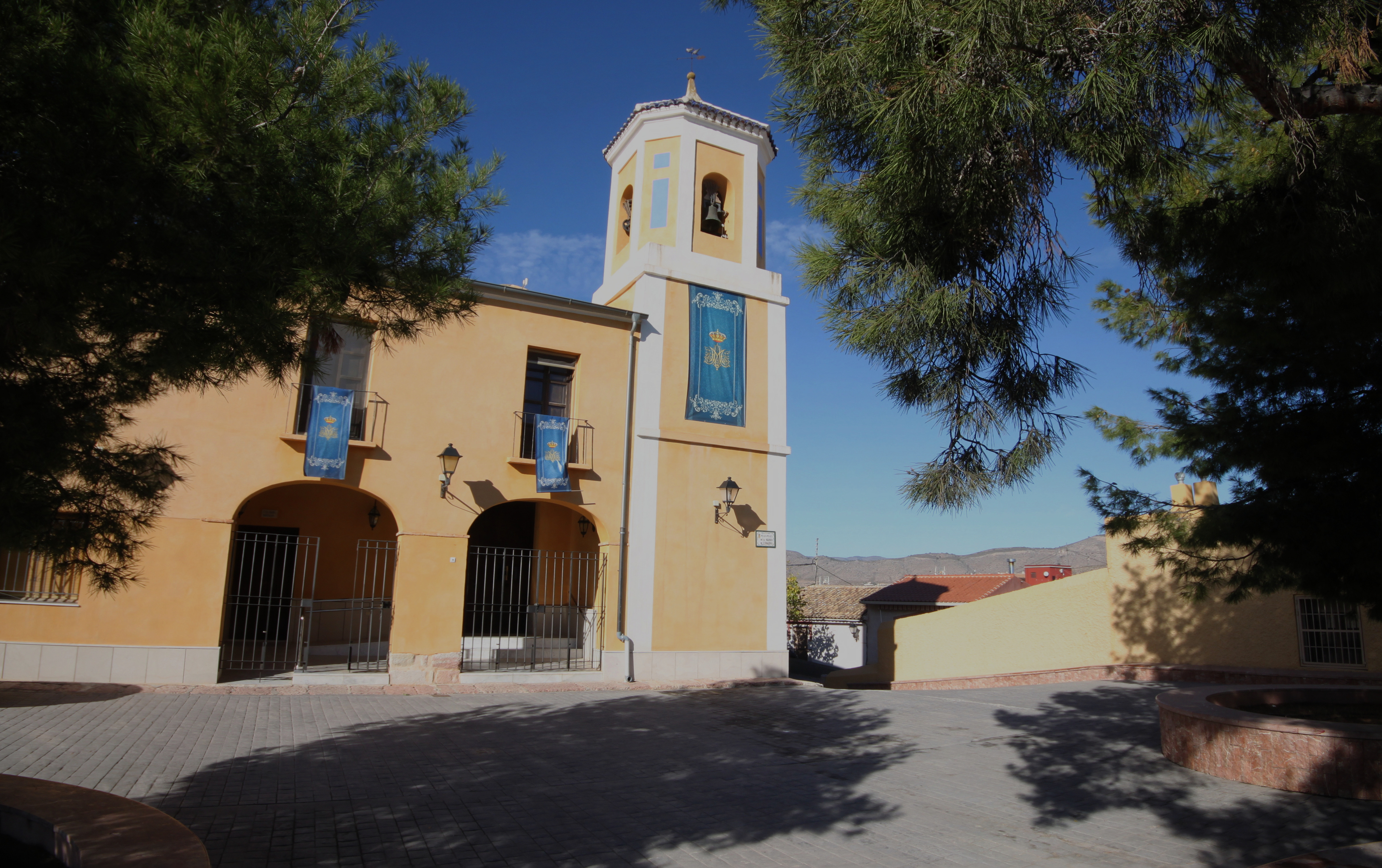
Kirche Mariä Schnee
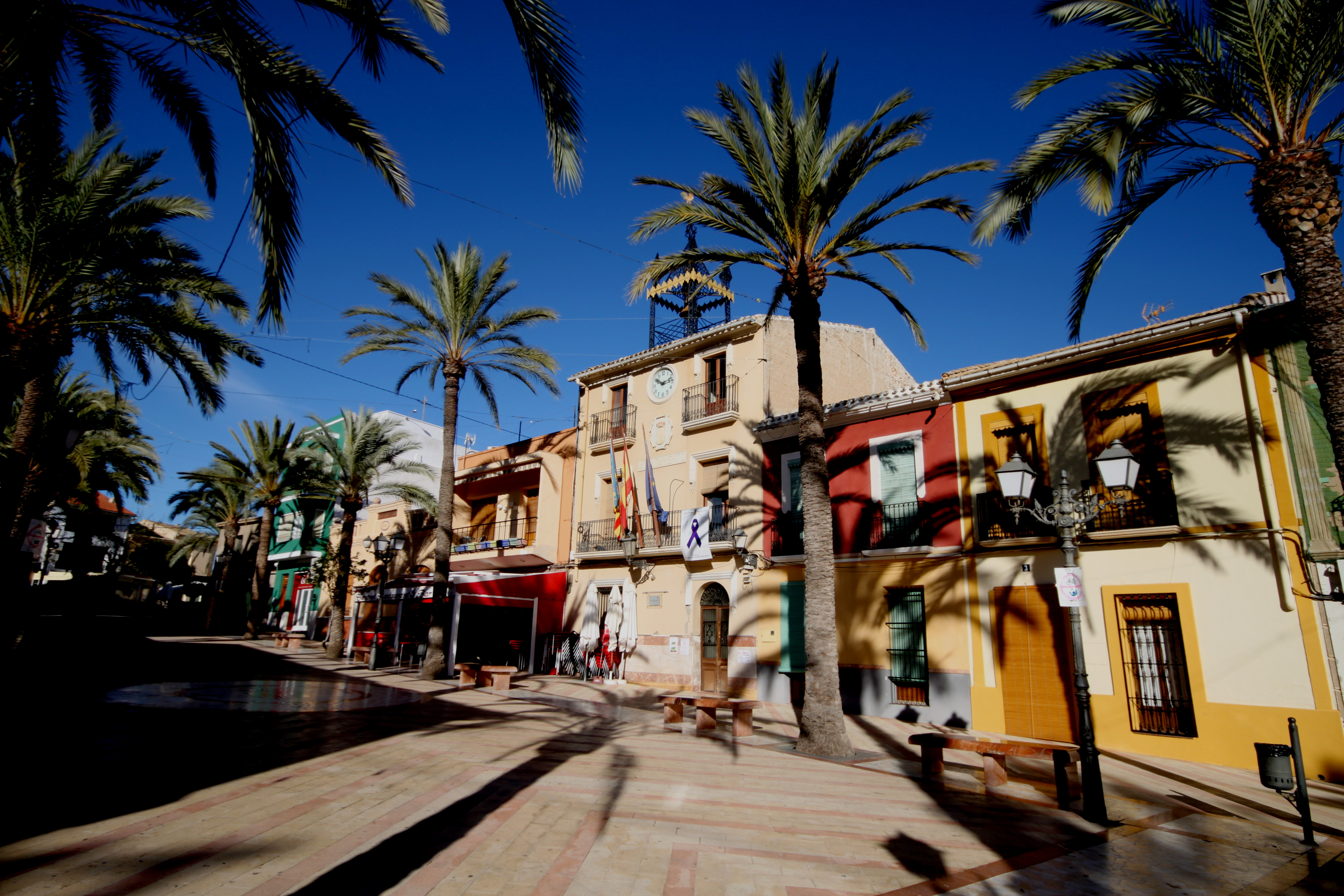
Rathaus